# 大和厚木バイパス

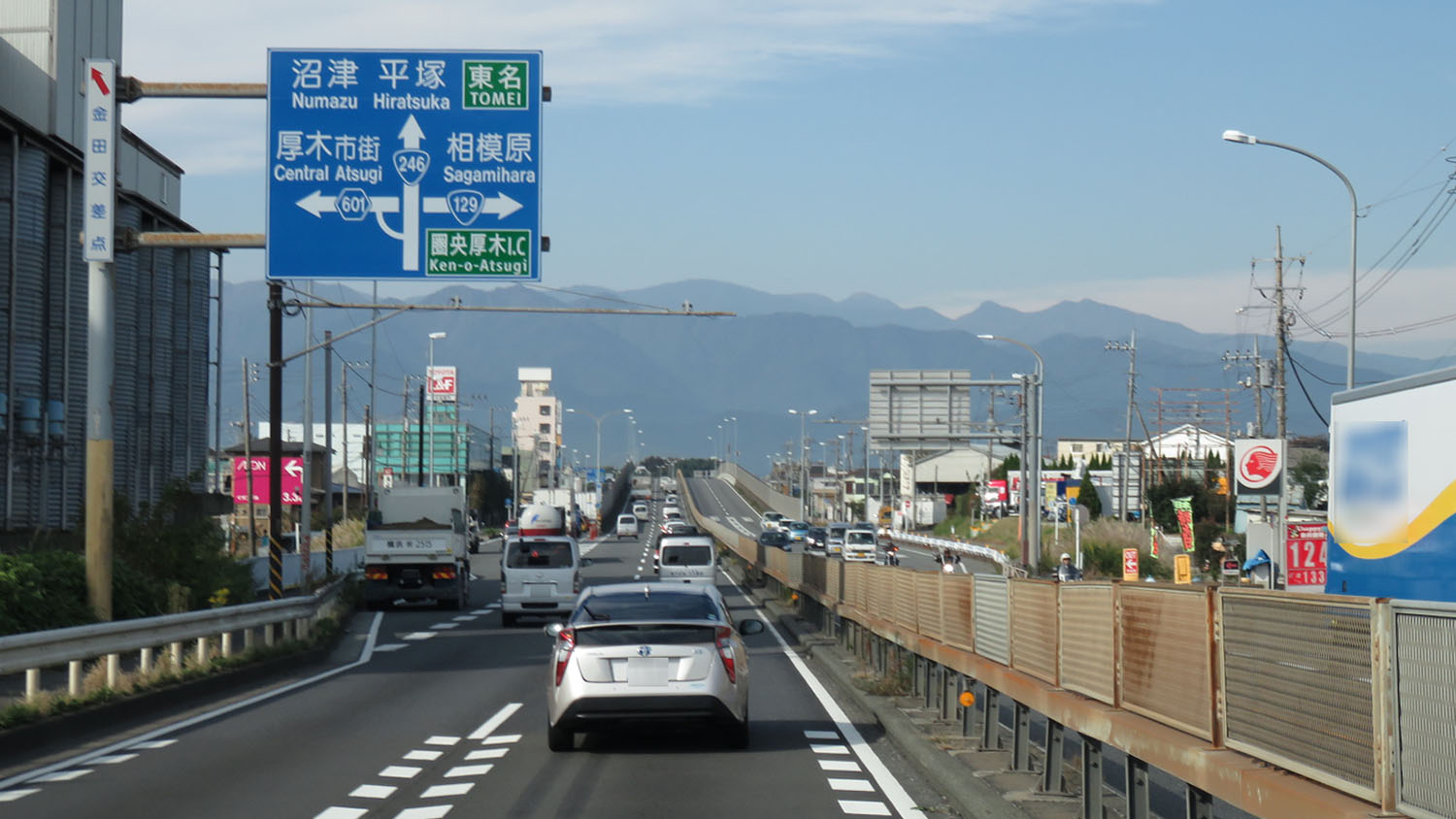
大和厚木バイパス
(国道246号・国道129号の分岐)
神奈川県厚木市金田

大和厚木バイパス（やまとあつぎバイパス）は、国道246号・国道129号のバイパス道路である。

## 概要
- 起点：大和市下鶴間（山王原東）
- 終点：厚木市船子（厚木跨線橋）

- 旧国道246号のバイパスとして1981年に開通した。旧道は現在は、国道467号（山王原東〜山王原）、大和市道（山王原〜鶴間駅～相模大塚）、神奈川県道40号（相模大塚〜厚木市厚木）、神奈川県道603号（厚木市厚木〜厚木市船子）となっている。
- 大和市の起点から厚木市金田までは片側2車線となっており、金田から船子まで国道129号が重複する区間は3車線となっている。なお、並行する旧道(現神奈川県道40号横浜厚木線、大和市道など)は、国道指定の解除を受けている。

全線で渋滞が激しく、山王原東交差点(大和市下鶴間)やひばりが丘地区(座間市ひばりが丘)、下今泉交差点(海老名市下今泉)と厚木市内全域は、渋滞の名所である。特に、国道412号バイパスとの交差点である厚木市立病院前は非常に混雑が激しい。

## 通過自治体
- 神奈川県
  - 大和市
  - 座間市
  - 海老名市
  - 厚木市

## 主な交差点
- 上側が起点側、下側が終点側。左側が上り側、右側が下り側。
- 交差する道路は、県道以上の道路および立体交差をするもしくは立体交差をする計画の道路。特記がないものは市町道。

| 交差する道路など                                                | 交差する道路など                                                | 交差する場所   | 交差する場所                            | 交差する場所                                                                          | 備考                                                                                          |
| --------------------------------------------------------------- | --------------------------------------------------------------- | -------------- | --------------------------------------- | ------------------------------------------------------------------------------------- | --------------------------------------------------------------------------------------------- |
| 国道246号 長津田・渋谷方面                                      |                                                                 |                |                                         |                                                                                       |                                                                                               |
| 国道467号                                                       |                                                                 | 大和市         |                                         | 山王原東                                                                              | 鶴間駅方面 分岐する国道467号はバイパス開通前の旧国道246号                                     |
|                                                                 | 国道467号                                                       | 大和市         | 下鶴間トンネル                          | 一ノ関                                                                                | 国道467号藤沢方面から国道246号長津田方面へは、 山王原交差点を経由のうえ山王原東交差点にて接続 |
| 大和中学校方面                                                  |                                                                 | 大和市         | 深見1号跨道橋 （アンダーパス）          |                                                                                       | 長津田方面のみ接続 このすぐ西を小田急江ノ島線がオーバーパスする                               |
| 西鶴間方面                                                      | 大和駅西口方面                                                  | 大和市         | 上草柳2号跨道橋 （アンダーパス）        | 上草柳八丁目                                                                          |                                                                                               |
| 鶴間駅方面                                                      | 相模大塚駅方面                                                  | 大和市         | 上草柳高架橋                            | 上草柳                                                                                | 東神トラックステーションが隣接 交差する大和市道はバイパス開通前の旧国道246号                  |
| 神奈川県道42号藤沢座間厚木線                                    | 神奈川県道42号藤沢座間厚木線                                    | 座間市         |                                         | 西原交差点                                                                            |                                                                                               |
| 神奈川県道407号杉久保座間線                                     | 神奈川県道407号杉久保座間線                                     | 海老名市       | 国分                                    |                                                                                       |                                                                                               |
| 神奈川県道46号相模原茅ヶ崎線 東京都道・神奈川県道51号町田厚木線 | 神奈川県道46号相模原茅ヶ崎線 東京都道・神奈川県道51号町田厚木線 | 海老名市       | 今泉第3陸橋                             | 下今泉                                                                                |                                                                                               |
| 相模川                                                          | 相模川                                                          | 海老名市       | 新相模大橋                              | 新相模大橋                                                                            |                                                                                               |
| 相模川                                                          | 相模川                                                          | 厚木市         | 新相模大橋                              | 新相模大橋                                                                            |                                                                                               |
| 厚木PA／SIC方面                                                 | 金田方面                                                        |                |                                         | 大和方面からの流出接続はなし                                                          |                                                                                               |
| 国道129号                                                       | 神奈川県道601号酒井金田線                                       | 金田陸橋       | 金田                                    | ここより終点まで国道129号との重複区間 伊勢原方面からの流出で県道601号方面へは行けない |                                                                                               |
|                                                                 | 神奈川県道43号藤沢厚木線                                        |                | 妻田向市場                              |                                                                                       |                                                                                               |
| 国道412号 神奈川県道60号厚木清川線                              | 神奈川県道60号厚木清川線                                        | 厚木市立病院前 | ここより終点まで国道412号との三重複区間 |                                                                                       |                                                                                               |
| 神奈川県道603号上粕屋厚木線                                     | 神奈川県道603号上粕屋厚木線                                     | 厚木陸橋       | 水引                                    | 交差する県道はバイパス開通前の旧国道246号                                             |                                                                                               |
| 国道246号                                                       |                                                                 | 厚木跨線橋     |                                         | 伊勢原方面 跨線橋は小田急小田原線も同時にオーバーパスする                             |                                                                                               |
| 国道129号・国道412号 平塚方面                                   |                                                                 |                |                                         |                                                                                       |                                                                                               |